# جکوب میندرت
جکوب میندرت (به انگلیسی: Jacob Meindert) یک کشتی هلندی که طول آن ۳۸ متر (۱۲۵ فوت)، پهنایش ۷٫۵ متر (۲۵ فوت)، آبخورش ۲٫۵ متر (۸٫۲ فوت) و وزنش ۹۰ تن بزرگ (۹۱ تن)  بود.